# Trà Vinh
Trà Vinh è una città del Vietnam, situata nella Provincia di Trà Vinh.